# Alfred Krarup
Alfred Krarup (30. december 1872 på Fogedgården i Rold i Himmerland – 8. juli 1950 på Mesnalien ved Lillehammer i Norge) var en dansk historiker og forskningsbibliotekar. Han var far til præsten Vilhelm Krarup, filologen Per Krarup og meteorologen Hans Henning Krarup. Dermed var han farfar til både præsten og politikeren Søren Krarup og juristen og politikeren Ole Krarup.
Krarup blev student fra Borgerdydskolen på Christianshavn i 1890 og begyndte derefter at studere historie ved Københavns Universitet. Her kom han ind i kredsen omkring professor Aage Friis, hvis historiesyn og radikale politiske holdninger påvirkede ham meget. I 1896 blev han cand.mag. med historie som hovedfag.
Fra 1897-1909 var han assistent ved filologisk-historisk laboratorium, samtidig med at han arbejdede som gymnasielærer ved Vestre Borgerdydskole, et bijob han fortsatte med frem til 1935.

## Bibliotekar
Fra 1898-1942 var Krarup ansat ved Universitetsbiblioteket i København. Frem til 1911 som assistent, derefter som bibliotekar. Han var forfatter til flere kildesamlinger, et katalog over bibliotekets håndskrifter og medforfatter til dansk historisk bibliografi.
Alfred Krarup blev kort efter sin udnævnelse til bibliotekar leder af udlånet og var med til at modernisere biblioteket og gøre det mere publikumsvenligt. Derefter blev han leder af bibliotekets håndskriftsamling og gennemførte også her en omorgansiering og modernisering.
Krarup var en af grundlæggerne af Dansk Historisk Bibliografi og begyndte allerede i 1899 at levere årlige fortegnelser over dansk historisk litteratur til Historisk Tidsskrift, hvilket han fortsatte med til 1924. Han leverede desuden danske bidrag til internationale historiske bibliografier. Hans hovedindsats som bibliograf var, at han sammen med B. Erichsen skabte Dansk historisk Bibliografi til Udgangen af 1912 I-III, som udkom 1917–27 (nyt optryk 1929), og er et bibliografisk standardværk.

## Forsker og kildeudgiver
Krarup er en af grundlæggerne af forskningen i Danmarks forhold til den katolske kirke idet han var hovedmanden bag udgivelsen af Vatikanarkivets kildemateriale til dansk historie. De pavelige arkiver blev åbnet for uafhængige forskere 1881, og som nybagt cand. mag. blev Krarup i 1896 af Carlsbergfondet sendt på studierejse til Rom for at videreføre den af L. Moltesen påbegyndte udgivelse af pavelige aktstykker vedrørende Danmark, Acta pontificum Danicum 1316–1536. Sammen med kollegaen Johannes Lindbæk udgav han 1907–15 værkets bd. II-VI. Derefter arbejde han alene videre med værket og udgav bd. VII i 1943. Endvidere udgav han Bullarium Danicum 1198–1316 i 1931–32 og i samarbejde med William Norvin akterne fra stridighederne mellem ærkebisperne i Lund i og den danske kongemagt 1253–1321 i Acta processus litium inter regem Danorum et archiepiscopum Lundensem, 1932. I alt har Krarup udgivet ca. 5000 sider latinsk tekst og dermed fremlagt og struktureret et uvurderligt kildemateriale for forskningen i dansk middelalderhistorie.

## Forfatter
Krarups hovedindsats som historiker var hans arbejde som bibliograf og udgiver, mens hans selvstændige forfattervirksomhed var begrænset. Han har dog bidraget til værket Rom og Danmark,1935–42 med et afsnit om Danmarks forhold til pavestolen 1417–1536 og en redegørelse for den nordiske vatikanforskning, som han også behandlede i en artikel i Historisk Tidsskrift 9 r. III, 1925. I jubilæumsskriftet for Borgerdydskolen 1937, har han skrevet kapitlet om skolen under rektor Johannes Helms.

## Tillidshverv og hædersbevisninger
Krarup var medlem af Selskabet til udgivelse af Kilder til dansk Historie, Samfundet för utgifvandet af handskrifter rörande Skandinaviens historia og sad i en længere årrække i bestyrelsen for Den skandinaviske Forening i Rom. Han blev Ridder af Dannebrog 1927 og Dannebrogsmand 1943.
Han ligger begravet på Solbjerg Parkkirkegård.